# 奥地利大屠杀纪念奖
奥地利大屠杀纪念奖（Austrian Holocaust Memorial Award，簡稱AHMA）由奥地利国外服务在2006年設立，以表彰一些人在纪念犹太人大屠杀的工作上有重要贡献。
从1992年起，奥地利年轻人在20多個国家作出猶太人大屠殺纪念服务（阿根廷、澳大利亚、比利时、巴西、保加利亚、中国、德国、英国、法国、以色列、意大利、立陶宛、荷兰、挪威、波兰、俄罗斯、捷克、乌克兰、匈牙利、美国）。通过这样的纪念服务，年轻的奥地利人为以前奥地利纳粹分子所犯的罪承担责任。
2006年10月17日，中国历史學者潘光教授获得了第一个奥地利大屠杀纪念奖。

## 获奖者
- 2006年：中国上海的潘光教授
- 2007年：巴西圣保罗的Alberto Dines
- 2008年：法国奥拉都尔的罗伯特·赫布拉斯
- 2009年：美国弗吉尼亚州的犹太人大屠杀纪念馆的Jay M. Ipson
- 2010年：澳大利亚墨尔本的Eva Marks
- 2011年：波兰的奥斯维辛犹太人中心
- 2012年：英国伦敦的Ladislaus Löb
- 2013年：德国因戈尔施塔特的Hugo Höllenreiner